# هيفالوصوريات
الهيفالوصوريات (الاسم العلمي: Hyphalosauridae)، فصيلة من کورستوديرا أشباه الأركوصورات الثنائية الأقواس التي عاشت في منتصف العصر الطباشيري، من مرحلة الهاتريفي إلى الأبتي، منذ حوالي 130 إلى 120 مليون سنة مضت. وقد تم العثور على أحافيرها في الصين واليابان.